# Võsu
Võsu est un petit bourg de la commune de Vihula du comté de Viru-Ouest en Estonie .
Au 31 décembre 2011, il compte 334 habitants.